# جیمزتاون وست (نیویورک)
جیمزتاون وست (به انگلیسی: Jamestown West) یک منطقهٔ مسکونی در ایالات متحده آمریکا است که در شهرستان چاتاکوآ، نیویورک واقع شده‌است. جیمزتاون وست ۶٫۵ کیلومتر مربع مساحت و ۲٬۴۰۸ نفر جمعیت دارد و ۴۴۴ متر بالاتر از سطح دریا واقع شده‌است.